# Guaranda
Guaranda (nom oficial: San Pedro de Guaranda) és una ciutat de l'Equador, capital de la província de Bolívar, situada en una vall del vessant occidental del volcà Chimborazo, a l'anomenada fossa de Chimbo. Fou fundada l'any 1571 i actualment té una població de 25.000 habitants. Fou declarada patrimoni cultural de l'Equador en 1997 per la seva arquitectura colonial. Són especialment famosos els seus carnavals.